# 蘇希·法沃·漢密爾頓
蘇希·法沃·漢密爾頓（Suzy Favor Hamilton，1968年—），美國前中長跑運動員，她參加了1992年，1996年和2000年夏季奧運會。2012年12月，漢密爾頓被曝出在患憂鬱症期間曾做過伴遊女，醜聞導致美國十大運動員取消了以她命名的年度最佳女運動員獎，之後她轉任心理健康機構發言人，並於2020年出版了她罹患憂鬱症的原因及後來康復過程的個人回憶錄。